# Basílica Menor do Santíssimo Rosário
A Basílica Menor do Santíssimo Rosário  está localizada em Francavilla Fontana, província de Brindisi, na Puglia, na Itália. É a maior igreja da diocese de Oria .
A igreja foi construída no século XVI, a mando de Filipe I de Tarento, e reconstruída em 1743 por ocasião de um sismo que destruiu grande parte do edifício.